# 森田佳寿
森田 佳寿（もりた よしかず、1989年5月14日 - ）は、日本の元ラグビー選手。現在ジャパンラグビーリーグワン東芝ブレイブルーパス東京のコーチングコーディネイターを務めている。

## プロフィール
- 奈良県出身。
- ポジションはスタンドオフ(SO)。
- 身長 173 cm、体重 85 kg
- ニックネームはよっくん、タモ。
- U20日本代表に選ばれたことがある。
- 尊敬する人物は桜井和寿（Mr.Children）

## 略歴
10歳でラグビーを始めた。
2008年、御所工業高校卒業後、帝京大学に入学する。
2011年、帝京大学ラグビー部の主将に就任し、全国大学選手権3連覇に貢献した。
2012年、帝京大学卒業後、東芝ブレイブルーパスに加入。なお帝京大学時代の同級生には伊藤拓巳、小山田岳、權正赫、辻井健太、滑川剛人、白隆尚、南橋直哉、吉田康平らがいる。また同年9月1日に行われたジャパンラグビートップリーグ第1節のNTTコミュニケーションズシャイニングアークス戦に先発出場で公式戦初出場を果たす。
2014年、東芝ブレイブルーパスの主将に就任した。
2019年、現役を引退した。